# Benjamin Daydon Jackson
Benjamin Daydon Jackson ( 3 de abril de 1846, Londres - 12 de octubre de 1927) fue un botánico, bibliotecólogo, y taxónomo británico, redactor del primer volumen de Index Kewensis donde incluye todas las fanerógamas conocidas.
Fue miembro de la Sociedad linneana de Londres, siendo su secretario de 1880 a 1902 y secretario general de 1902 a 1926. Fue conservador de las colecciones de Carlos Linneo (1707-1778) a partir de 1926.

## Obra
- Life of John Gerard, 1877
- Life of Dr. William Turner, 1878
- Guide to the Literature of Botany, 1881
- Vegetable Technology, 1882
- Pryor’s Flora of Herts, 1887
- Index Kewensis, 1893 a 1895, y, con Théophile Alexis Durand (1855-1912), del suplemento de 1901 a 1906
- En coautoría con Charles Baron Clarke (1832-1906); New Genera and Species of Cyperaceae, de 1908 y de Illustrations of Cyperaceae, de 1909
- Glossary of Botanic Terms, 1900, reeditado muchas veces.[3]
- Darwiniana, 1910
- Index to the Linnean Herbarium, 1912
- Catalogue of Linneean Specimens of Zoology, 1913
- Notes on a Catalogue of the Linnean Herbarium, 1922
- Linnaeus : the Story of his Life. 1923

- La abreviatura «B.D.Jacks.» se emplea para indicar a Benjamin Daydon Jackson como autoridad en la descripción y clasificación científica de los vegetales.[4]